# Sicalipsis (álbum)
Sicalipsis es el primer álbum de estudio del cantante de reggaeton puertorriqueño Maldy como solista, fue publicado el 1 de noviembre de 2019 bajo los sellos discográficos MPB Records y GLAD Empire. Cuenta con 12 temas y las colaboraciones de Nio García, Yomo, J Álvarez, Kevin Roldan, entre otros.
El álbum fue grabado en Get Low Studios ubicado en Orlando, Florida. Opi "The Hit Machine" colaboro en la composición de varias canciones, destacándose en el sencillo «Orden de Cateo».

## Antecedentes
Luego de la silenciosa separación de Plan B y su salida de Pina Records en 2018, Maldy inicia una nueva etapa como artista y empresario, aliando su compañía discográfica MPB Records con la distribuidora GLAD Empire para producir sus nuevos proyectos. El 11 de enero de 2019 lanza su primer sencillo bajo GLAD Empire, «Tiempo de Vernos» junto a J Álvarez.

## Promoción
El video musical del primer sencillo del álbum, «Orden de Cateo», fue lanzado el 22 de febrero de 2019. «PG 13» junto a Yomo, Jory Boy y Marvel Boy se publicó el 10 de mayo de 2019, mientras que «Millonary» en colaboración con Nio García y Brray fue lanzado el 11 de octubre de 2019. El 1 de noviembre de 2019, en el día del lanzamiento del álbum, se estrenó el vídeo de la canción «Se Cansó», donde participa el actor colombiano Gregorio Pernía, el vídeo se grabó en Miami y fue dirigido por Jose Javy Ferrer.

### Gira musical
Se planeo una gira internacional para promocionar el disco titulada "Sicalipsis Tour 2020", pero debido a la pandemia de COVID-19 la gira fue cancelada.

## Lista de canciones
| N.º   | Título                                   | Productor(es)          | Duración |  |
| 1.    | «Vistima»                                | DJ Blass, Mista Greenz | 3:33     |  |
| 2.    | «Millonary» (con Nio García, Brray)      | Lelo & Jazzy           | 3:25     |  |
| 3.    | «Orden de Cateo»                         | Poker                  | 2:45     |  |
| 4.    | «PG 13» (con Yomo, Jory Boy, Marvel Boy) | Poker                  | 3:48     |  |
| 5.    | «Se Cansó»                               | Poker                  | 3:16     |  |
| 6.    | «Salando Coche» (con Kevin Roldán)       | Poker                  | 3:06     |  |
| 7.    | «Tussy»                                  | DJ Blass, Mista Greenz | 2:48     |  |
| 8.    | «Desde los 15» (con Mkenssy, J Luna)     | Poker                  | 3:50     |  |
| 9.    | «Fruta Prohibida» (con J Álvarez)        | Poker                  | 3:37     |  |
| 10.   | «Me da lo Mismo»                         | Lelo & Jazzy           | 2:43     |  |
| 11.   | «Sueños Mojados» (con Alberto Stylee)    | Lelo & Jazzy           | 3:18     |  |
| 12.   | «I Wanna Fuck You»                       | Lelo & Jazzy           | 2:42     |  |
| 38:55 |                                          |                        |          |  |